# Utilisation de l'ammoniac en agriculture

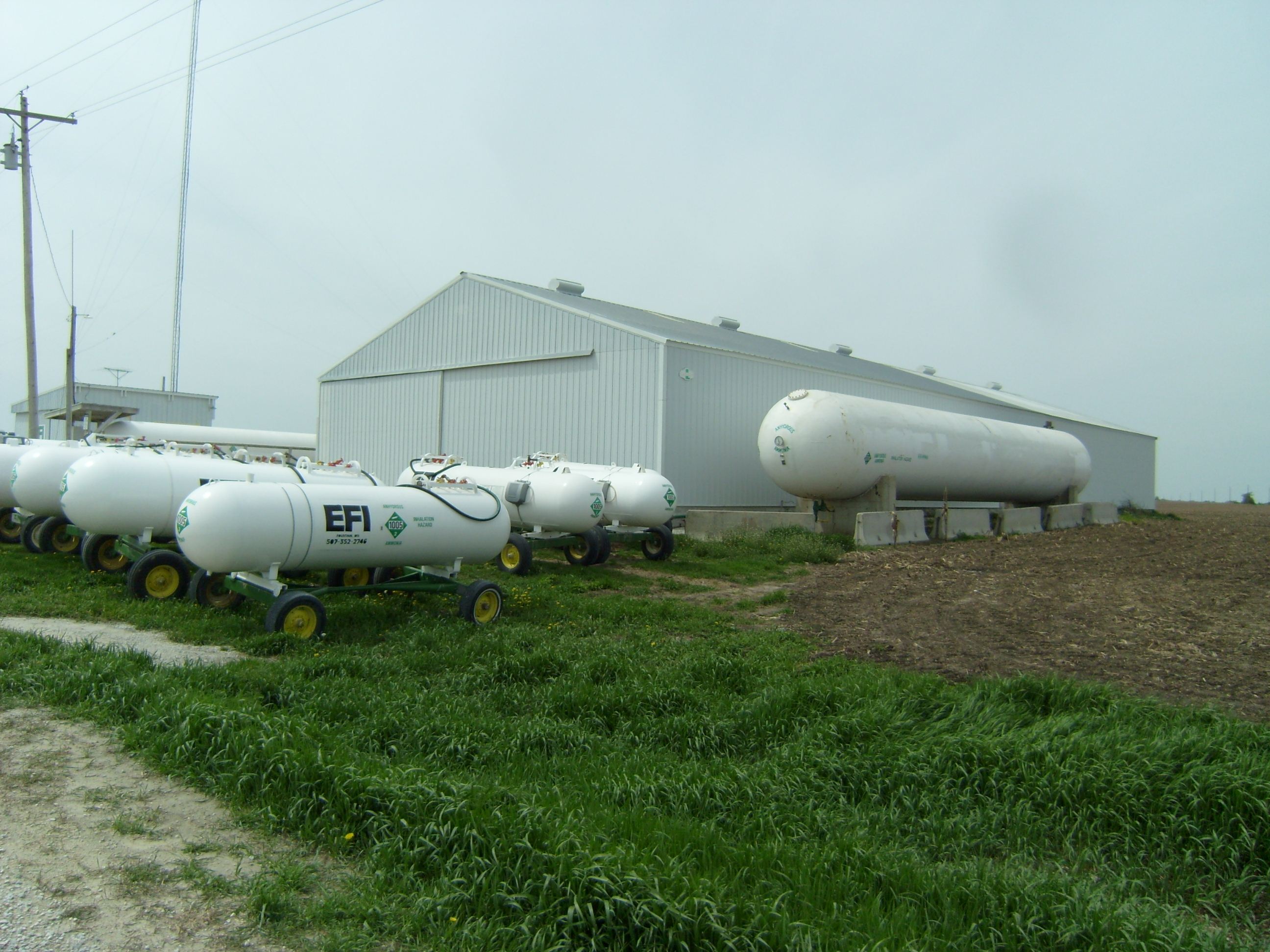
Station de stockage d'ammoniac anhydre pour engrais aux États-Unis

L'utilisation de l'ammoniac en agriculture concerne deux domaines : la fertilisation d'une part et l'alimentation animale d'autre part.
L'ammoniac anhydre est une matière première pour la fabrication de la plupart des engrais azotés, notamment le nitrate d'ammonium, le sulfate d'ammonium, l'urée et les solutions azotées (mélanges liquides de nitrate d'ammonium et d'urée), mais il est aussi, bien que de façon marginale, utilisé directement comme engrais. C'est le seul engrais utilisé à l'état gazeux, maintenu dans la chaîne logistique à l'état liquide sous pression, et c'est l'engrais azoté qui a la plus forte teneur en azote, soit 82 % (contre 46 % pour l'urée, le plus dosé des engrais azotés solides).
L'ammoniac anhydre est aussi employé en alimentation animale pour traiter des fourrages et pailles destinées à l'alimentation des ruminants. Ce traitement a pour effet d'améliorer leur teneur en azote, leur appétence et leur digestibilité.
Ces utilisations supposent l'existence d'une production industrielle d'ammoniac dans le pays et l'existence d'infrastructure et d'organisation logistique adaptée au stockage et à la manutention de ce gaz toxique et dangereux.
L'emploi de l'ammoniac anhydre comme engrais présente des avantages liés à sa forte teneur en azote, à sa nature non lessivable, contrairement aux ammonitrates, et à son effet « retard » car fixé sur le complexe argilo-humique sous forme d'ions NH4+  il se minéralise lentement. Les contraintes sont liées aux conditions d'utilisation, l'ammoniac devant être injecté dans un sol ayant un taux d'humidité ni trop bas ni trop élevé, ainsi qu'à la nécessité de disposer d'équipements spéciaux (stockage, épandage) et de respecter des conditions réglementaires strictes.
Le coût du produit, ramené à l'unité d'azote, est avantageux, toutefois il est grevé par le recours nécessaire à des équipements adaptés, voire à des entreprises d'épandage spécialisées.
Cette utilisation est surtout développée aux États-Unis, où l'ammoniac anhydre est la principale forme d'engrais azoté, comme dans le cas de l'État du Michigan.
Au niveau mondial, l'ammoniac anhydre représente 4 % de la fertilisation azotée, contre 57 % pour l'urée, 14 % pour les solutions azotées, 8 % pour les nitrates d'ammonium, 6 % pour le phosphate d'ammonium (chiffres 2009).

## Histoire
L'utilisation de l'ammoniac anhydre comme engrais a commencé dans les années 1930 aux États-Unis, à l'initiative de la Shell Chemical Company par injection du gaz dans les tuyaux d'irrigation  pour fertiliser les vergers de Californie,.
L'ammoniac se combine instantanément avec l'eau pour former des ions NH4+ (ammonium) et est ainsi distribué aux plantes. Cette méthode, très économique, baptisée nitrogation, s'est rapidement développée, couvrant plus d'un million d'hectares sur la côte Ouest en 1946.
Mais, outre qu'elle n'est applicable que dans les zones équipées d'un réseau d'irrigation, elle a vite montré ses limites, notamment par une répartition inégale du fertilisant le long des canaux d'irrigation, par le fait que l'engrais est distribué en surface, par la précipitation des ions Ca et Mg, dans le cas d'eaux dures, pouvant conduire à l'obstruction des tuyaux, et, dans le cas d'irrigation par aspersion, par des pertes dues à l'évaporation (jusqu'à 50 %) et par des problèmes de corrosion du matériel (asperseurs).
De son côté, dès 1932, J. O. Smith, ingénieur agronome à la station expérimentale Delta Branch de Stoneville (université d'État du Mississippi ) réalisa la première expérimentation connue de fertilisation du sol avec de l'ammoniac anhydre. Il avait adapté un réservoir cylindrique à une charrue de type Georgia stock tirée par une mule grise nommée Ike, de manière que l'ammoniac soit libéré dans le sol.
Des recherches ont ensuite été lancées à partir de 1943 sous la direction de Felix Edwards, ingénieur agricole, et William Baker Andrews, agronome, dans cette même station agricole expérimentale du Mississippi en collaboration avec la Tennessee Valley Authority, pour transformer cette solution rustique en un système commercialisable. Cette pratique d'application directe s'est ensuite développée dans plusieurs États du Sud des États-Unis.
W. B. Andrews fut surnommé « père de l'ammoniac anhydre » aux États-Unis.
Parallèlement, Floyd H. Leavitt, ingénieur dans la filiale chimique de la société Shell, mettait au point pendant la Seconde Guerre mondiale une méthode de fertilisation par injection directe dans le sol (baptisée nitro-jection) qu'il fit breveter en 1942,.
Par la suite, l'injection directe d'ammoniac anhydre est devenu la première méthode de fertilisation azotée aux États-Unis, avec une part de marché de 32,5 % en 1968, qui se maintient sensiblement à ce niveau (32,3 %) en 2006, suivie par les solutions azotées (31,3 %) et l'urée (25,5 %), tandis que les amonitrates, prédominants dans le reste du monde, occupent une part marginale (3,3 %).
En Europe, l'utilisation de l'ammoniac anhydre comme fertilisant azoté est très marginale et ne s'est développée que dans quelques pays : France, Danemark, Belgique et Luxembourg. Les premières injections d'ammoniac en agriculture eurent lieu en France grâce à la création en 1959 d'une société nouvelle, l'Ammoniac Agricole (AA), dans le Pas-de-Calais. Elle fut lancée par un ingénieur chimiste (Jean Caupin, 1910-2002) également ingénieur export pour des fabricants de matériel industriel. En dix ans, l'AA connaîtra une croissance soutenue pour atteindre 20 000 tonnes d'ammoniac en 1970. Elle fut rachetée en 1971 par deux producteurs d'ammoniac qui produisaient également des engrais solides azotés, donc solutions concurrentes des solutions au gaz ammoniac. Entre 1971 et 2010, les ventes vont stagner à ce niveau de 20 000 tonnes. En France, cette technique, répandue surtout dans le Sud-Ouest, représentait entre 2 et 3 % des utilisations agricoles d'azote jusqu'en 2011. Cependant, la société « L'Ammoniac agricole », qui avait le monopole de la fourniture d'ammoniac anhydre à l'agriculture, a mis fin à son activité, obligeant ses clients à trouver des solutions de remplacement,. Il est utile de prendre note en 2023 de l'usage systématique d'injections NH3 par les principaux producteurs de céréales dans le monde. A savoir; les Etats-Unis, le Canada et plus récemment la Russie qui est devenu le 1er exportateur de Blé au monde en 2022. La capacité d'exportation de céréales étant devenu un outil majeur d'influence géostratégique. La fertilisation par injection directe du gaz NH3 offrant un bien meilleur rendement énergétique que l'usage de dérivés solides ( nitrates) avec des effets polluants contrairement à NH3 qui est un gaz 100% stabilisé en NH4OH au contact de la vapeur d'eau du sol. ( NH3 & H2O= NH4OH).

## Fertilisation à l'aide d'ammoniac anhydre
Différentes études ont montré que la fertilisation à l'aide d'ammoniac anhydre est aussi efficace que celle réalisée avec d'autres engrais azotés, liquides ou solides. Ainsi dans une étude réalisée au Mexique par l'INIFAP (Instituto nacional de investigaciones forestales, agrícolas y pecuarias), les rendements obtenus sur blé se comparent avec ceux obtenus à l'aide d'urée, de solutions azotées (UAN-32), de nitrate d'ammonium ou de sulfate d'ammonium.
Elle se pratique généralement par l'injection du gaz liquéfié sous pression dans le sol à une profondeur de 12 à 15 cm. Le gaz, qui se détend immédiatement, se diffuse dans une bande large de 10 à 15 cm de part et d'autre de la zone d'injection et se fixe sur le complexe argilo-humique sous forme d'ions NH4+.
La diffusion et la rétention de l'ammoniac sous forme d'azote ammoniacal dépendent de plusieurs facteurs dont l'importance de la dose injectée, ainsi que la profondeur à laquelle est réalisée l'injection, la texture, le taux d'humidité et la capacité d'échange cationique du sol.
La fertilisation des cultures à l'aide d'ammoniac liquéfié sous pression nécessite la mise en place de stations de stockage locales, souvent raccordées à la voie ferrée pour les approvisionnements par wagons-citernes, généralement exploitées par des distributeurs privés ou des coopératives agricoles. L'ammoniac est distribué aux exploitants agricoles par camions, parfois au moyen de « nourrices », citernes montées sur des remorques agricoles. 
Les appareils d'injections, appelés « applicateurs » ou « enfouisseurs », sont de types très variés. Ils comprennent trois éléments principaux : un réservoir à ammoniac, un dispositif de réglage du débit de l'ammoniac appelé « nitrolateur » et un outil dérivé d'une « cultivateur » portant des dents, en nombre variable selon la largeur de travail, alignées sur un ou plusieurs rangs et équipées des cannes d'injection dans le sol. Ces appareils peuvent être portés par le tracteur ou tractés. Dans certains cas, le réservoir d'ammoniac ou nourrice est traîné derrière l'outil d'injection. Celui-ci peut combiner l'injection de l'ammoniac avec d'autres façons culturales.
Compte tenu des risques inhérents à la nature chimique de l'ammoniac et aux conditions techniques (stockage à température ambiante sous pression, environ 8 bars à 20 °C), les installations de stockage et le matériel de transport et d'épandage sont soumis à des règles de sécurité définies par les autorités des pays concernés, tel le « Code de pratiques concernant l'ammoniac » du Conseil de la sécurité en fertilisation (CSF) de l’Institut canadien des engrais (ICE).

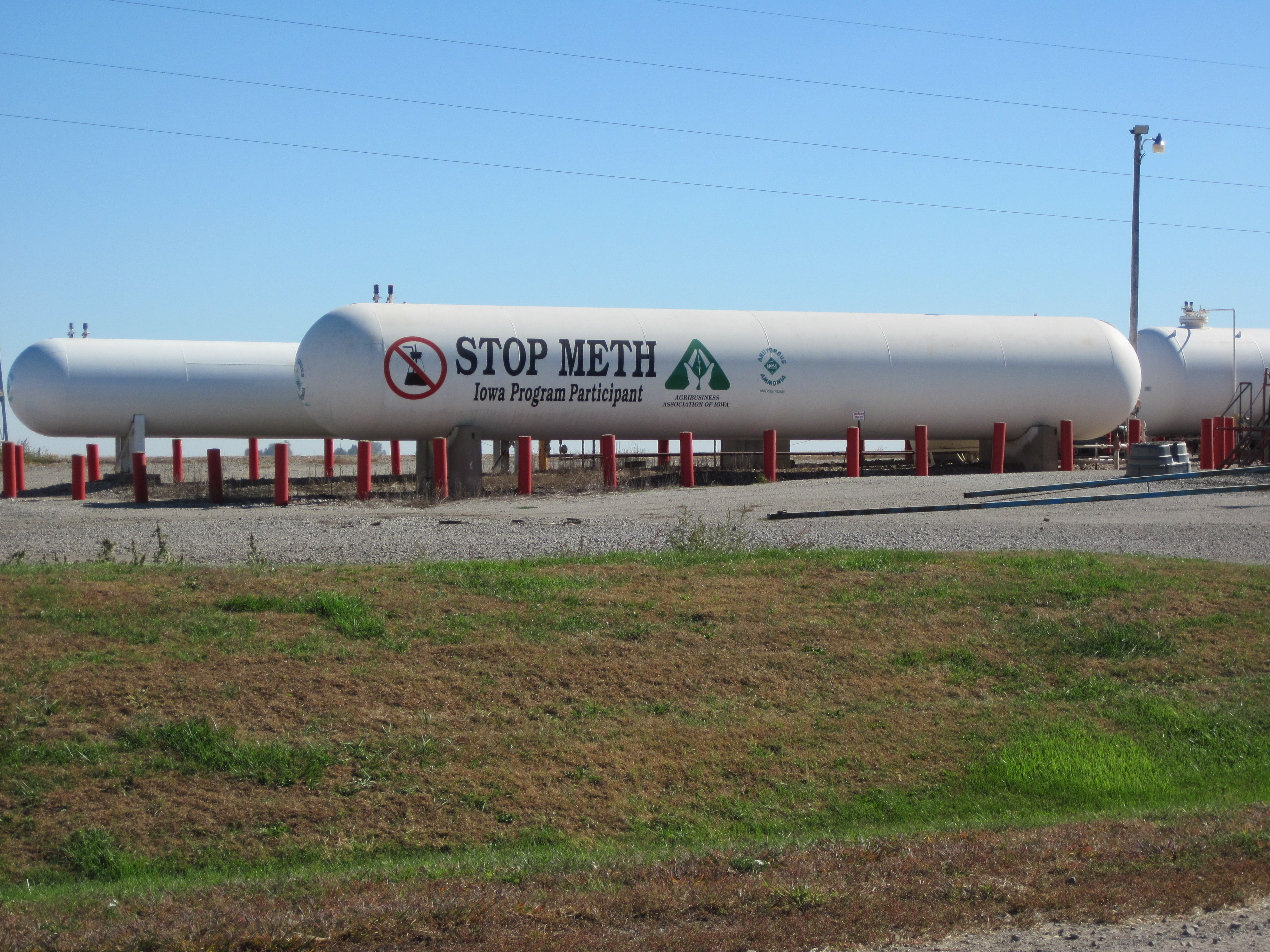
Stockage d'ammoniac anhydre dans l'Iowa participant au programme de protection contre le vol, Stop Meth.

En Amérique du Nord, l'utilisation de l'ammoniac comme engrais pose également un problème de sûreté, les réservoirs agricoles, souvent mal protégés, sont en effet la cible fréquente de vols pour la fabrication illicite de méthamphétamine à partir de pseudoéphédrine.

## Traitement de pailles et fourrages
Les pailles et fourrages de basse qualité destinés à l'alimentation animale peuvent être traités à l'ammoniac anhydre pour améliorer leur qualité nutritive et faciliter leur bonne conservation. Ce traitement présente un intérêt pour les produits ou coproduits contenant moins de 5 % de protéines brutes et moins de 45 % de nutriments digestibles totaux (en pourcentage de la matière sèche). Il augmente la teneur en protéines et améliore la valeur nutritive de ces aliments en décomposant la fraction ligneuse faiblement digestible.Les premières démonstrations "in situ" de cette technique d'injection de NH3 eurent lieu en 1979 dans une petite ferme d'élevage au sud de Lille,selon les conseils de l'ingénieur chimiste ayant lancé la distribution de NH3 comme engrais azoté en 1959.Ces démonstrations utilisant un nouvel injecteur tangentiel importé des États-Unis (Cold-Flow de US Steel). La technique parfaitement validée se heurtera aux importateurs d'aliments du bétail et sera bloquée en France.En revanche,elle sera reprise par des investisseurs japonais qui ont dédié une île entière à l'élevage de ruminants nourris aux ensilages ammoniaqués en NH3.
En outre, étant donné le pouvoir bactéricide et fongicide de l'ammoniac, il inhibe les phénomènes de fermentation et permet de valoriser des produits à taux d'humidité relativement élevé. Le traitement est relativement facile à réaliser sous réserve d'assurer l'étanchéité à l'air de la masse à traiter, en tenant compte des risques inhérents à l'utilisation de l'ammoniac liquéfié sous pression.